# Oggi (Ensi)
Oggi è il quarto EP del rapper italiano Ensi, pubblicato il 23 ottobre 2020.

## Tracce
1. 090320 – 2:02
2. Clamo (feat. Dani Faiv) – 3:31
3. Mari (feat. Giaime) – 2:33
4. Specialist – 2:25
5. Non sei di qua – 2:16
6. Giù le stelle – 3:16

## Formazione

### Musicisti
- Ensi – voce
- Dani Faiv – voce aggiuntiva (traccia 2)
- Giaime – voce aggiuntiva (traccia 3)

### Produzioni
- Kanesh – produzione (traccia 1)
- Strage – produzione (traccia 2)
- Andry The Hitmaker – produzione (traccia 3)
- Gemitaiz – produzione (traccia 4)
- 333 Mob – produzione (traccia 5)
- Chris Nolan – produzione (traccia 6)